# 箱根山

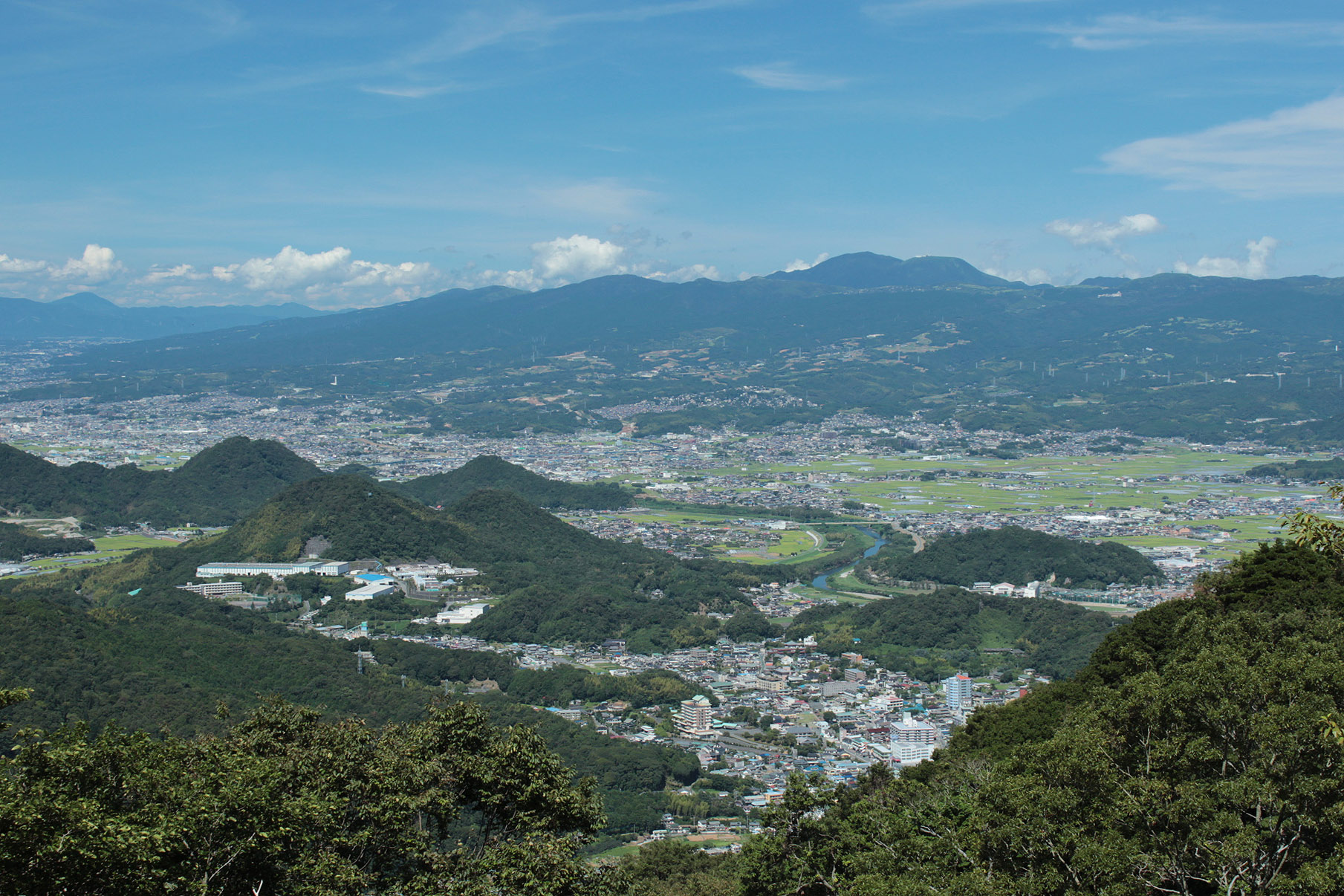
箱根山を南南西から。高い頂きのうち、左が神山、右が駒ケ岳

箱根山（はこねやま）は、日本の神奈川県足柄下郡箱根町を中心に、神奈川県と静岡県にまたがる火山の総称である（内訳は『主な山』節参照）。富士箱根伊豆国立公園に指定されている。地名「箱根」は古くは「函根」と記したが、同じく「箱根山」は函根山と記し、函嶺（かんれい）ともいった（函嶺洞門、函南町などといった地名に名残がある）。

## 概要
箱根山は40万年前に活動を開始した第四紀火山である。カルデラと中央火口丘、二重の外輪山で構成され、内側には芦ノ湖を形成している。現在でも大涌谷などで噴煙や硫黄などの火山活動が見られ、致死性の火山ガスを噴出する場所もある。
箱根火山の熱源であるマグマだまりの規模や大きさは不明であるが、これまでの地震観測の結果からマグマだまりの上端は地下5km以下の位置にあると考えられている。山体の南側に大きく侵食された湯河原火山が接している。
火山噴火予知連絡会によって火山防災のために監視・観測体制の充実等の必要がある火山に選定されている。
山腹・山麓の多くの場所で温泉が湧出し、古くより湯治場として温泉郷が形成され箱根温泉が発展した。平安初期以前には東海道が箱根山の西方を北上、金時山より北の足柄峠を越えて東方へ延びていたが、富士山の延暦噴火（800年 - 802年）により通れなくなったため、箱根山の南方の箱根峠を通る街道が整備され、交通の要衝となった。江戸時代には箱根関所が置かれ、厳しい取り締りの拠点となった。
明治維新以後は、高級リゾート地としての側面も持つようになり、富士屋ホテル本館などはその頃の面影を今に伝える。戦後は観光地開発が活発に行われ、リゾート施設、別荘地、ホテル、美術館その他多くの娯楽施設が建設されていった。また、箱根山戦争と言われた巨大グループ同士の観光客輸送競争も派生した。全盛期ほどではないが、近年にも温泉テーマパークなどの施設が建設され、多くの観光客・リゾート客が訪れている。
箱根山は観光地として発達したため、険しい山の割に鉄道交通も発達しており電車等で芦ノ湖まで行くこともできる。都心から小田急電鉄が特急ロマンスカーを箱根湯本駅まで直通させており、都心からの交通の便は非常に良い。
なお、東海道（国道1号）は現在も東西の重要な交通路であり、また標高最高地点のある箱根山は最大の難所であったが、東名高速道路や国道246号の開通によって、現在は箱根山付近においては幹線としての機能を弱めている。もっとも、観光客などの車で今なお交通量は多い。そのほか、国道138号や各有料道路が走っている。行楽期には全山で渋滞が見られる。
2007年、「箱根火山」として日本の地質百選に選定され、2012年9月には箱根ジオパークとして日本ジオパーク認定を受けた。
| 古 期 外 輪 山 中央火口丘 芦ノ湖 相 模 湾 ▲三国山 ▲箱根駒ヶ岳 ▲金時山 ▲明神ヶ岳 ▲明星ヶ岳 ▲神山 ▲台ヶ岳 ▲火打石山 ▲丸岳 ▲上二子山 ▲下二子山 ▲大観山 ▲塔ノ峰 ▲屏風山 ▲冠ヶ岳 ▲浅間山 ▲鷹巣山 ●湖尻峠 ●長尾峠 ●乙女峠 ●矢倉沢峠 ●箱根峠 ●山伏峠 足柄平野 仙石原 強羅 大涌谷 箱根湯本 桃源台 小田原 元箱根 |
| 箱根山の地形図 ※表示環境によっては文字がずれることがあります |

## 活動史
活動期は、古い方から順番に「古期外輪山」「新期外輪山」「中央火口丘」の3つに大別される。

### 古期外輪山
箱根火山の活動は約40万年前に始まり、何度も噴火を繰り返して、約25万年前には古箱根火山と呼ばれる標高2,700mにも達する富士山型の成層火山が形成された。その後も噴火を繰り返し、約18万年前に空洞化した地下に山の中心部が陥没して大きなカルデラが誕生した。このとき周りに取り残されたのが塔ノ峰、明星ヶ岳、明神ヶ岳、丸岳、三国山、大観山、白銀山など海抜1,000m前後の「古期外輪山」である。金時山は外輪山の一峰のように見えるが、古箱根火山の山腹から出た側火山である。

### 新期外輪山
カルデラ誕生後の2万6千年間ほどは穏やかな活動を続けていたが、約13万年前から再び火山活動が活発になり、カルデラ内に小型の楯状火山ができた。約5万2000年前、この楯状火山が破局噴火を起こし、再び陥没して東部から南部に半月形に取り残されたのが浅間山、鷹巣山、屏風山などの「新期外輪山」である。この噴火で西は富士川から東は現在の横浜市郊外にまで約50億立方メートルの火砕流で覆われた。この火砕流で堆積した火砕物は東京軽石や箱根東京軽石と呼ばれている。

### 中央火口丘

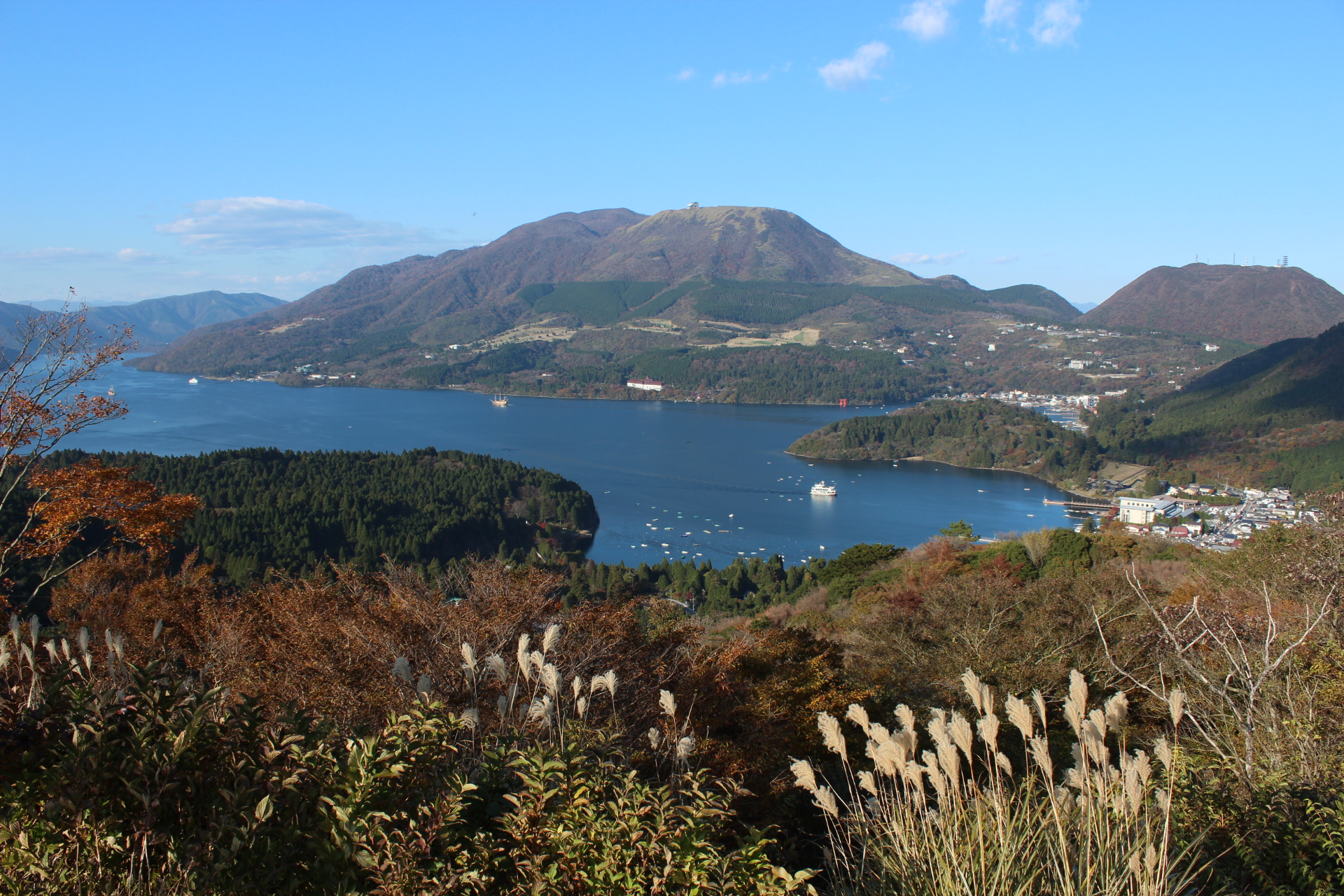
中央火口丘と芦ノ湖。中央左が神山、その右が駒ケ岳（頂上に建物）。右が上二子山。

約5万年前になるとカルデラ内で再び火山活動が始まり、先神山(pre-Kamiyama)が形成された。先神山の活動は、「噴煙柱を形成しながら軽石の噴出」「類質岩片を多く噴出」「先神山の一部を崩壊させ早川泥流CC2形成」と変遷した。その後は粘性の高い溶岩の大規模な流出に伴う「溶岩ドームの形成と溶岩ドーム崩壊型火砕流」の様式に変化し、中央火口丘群を形成していった。台ヶ岳、箱根駒ヶ岳、上二子山、下二子山などの溶岩ドームができた。このときの火砕流により旧早川がせき止められ、現在の仙石原一帯に仙石原湖と呼ばれるカルデラ湖が誕生した。

### 最近1万年間の活動
最近1万年間の活動は、カルデラ内の後期中央火口丘群に限られている。この時期の活動の特徴はマグマ噴火は溶岩または溶岩ドームの形成と、溶岩ドーム崩壊型（ブロックアンドアッシュフロー型）火砕流の発生とされている。
マグマ噴火は、
- 約8000年前の神山山頂付近
- 約5700年前の二子山溶岩ドーム
- 約3200年前の神山。神山の北側が山体崩壊、冠ヶ岳を形成。

の3回が確認されている。
約3000年前、神山北西斜面で山体の多くを崩壊させる大きな水蒸気爆発が発生。これにより大涌谷が生まれ、水蒸気噴火によって引き起こされた土石流により仙石原湖の半分以上が埋没して仙石原となり、また早川の上流部（現在の湖尻付近）がせき止められて芦ノ湖が誕生した。
以降、水蒸気噴火が約3000年前、約2000年前に発生した。

### 有史以降の活動
有史以降の活動は、大涌谷周辺での水蒸気噴火に限られている。12世紀後半から13世紀の短い期間に3回。21世紀に1回。
2015年5月6日、活動が活発化し、気象庁は噴火警戒レベルを1（当時呼称、平常。現、活火山であることに留意）から2（火口周辺規制）に引上げ。更に6月30日には、ごく小規模な噴火が起きたとして、噴火警戒レベルを3（入山規制）に引き上げ、箱根町は大涌谷周辺半径1kmに避難指示を出した。その後活動は収束に向かい、同年11月20日には噴火警戒レベルが1に引き下げられている。

## 大涌谷園地
箱根山の神山の北側には大涌谷園地があり、園地内には約600mの周回ルートの園路「大涌谷自然研究路」が整備されている。
2015年5月6日に噴火警戒レベルが2に引き上げられたため大涌谷園地への立ち入りが規制された。その後、噴火警戒レベルが引き下げられ、大涌谷園地の一部再開に至ることもあったが、大涌谷自然研究路は安全対策施設が整備されるまで立入り規制が継続された。

## 気象
1000m級の山が連なる箱根地域は全体的に山岳的気象を示している。特徴としては、雨が多く天気の変化が激しい。梅雨時には南西の風が強く、6~7月には霧が出やすい。9月の長雨時期にもかなり多量の雨が降る。

## 動植物
動物は小動物や鳥類、昆虫類が多い。大観山近辺ではニホンザルの姿が確認されている。そのほかにはイノシシやノウサギ、イタチなどが見られる。キツネやタヌキなどはめったに見ない。また、鳥類は200種類以上が確認されている。温暖で雨が多いため植物の種類は豊富。シダ植物以上の高等植物は1800種類以上が確認されている。

## 主な山
- 中央火口丘
  - 冠ヶ岳（1409m）

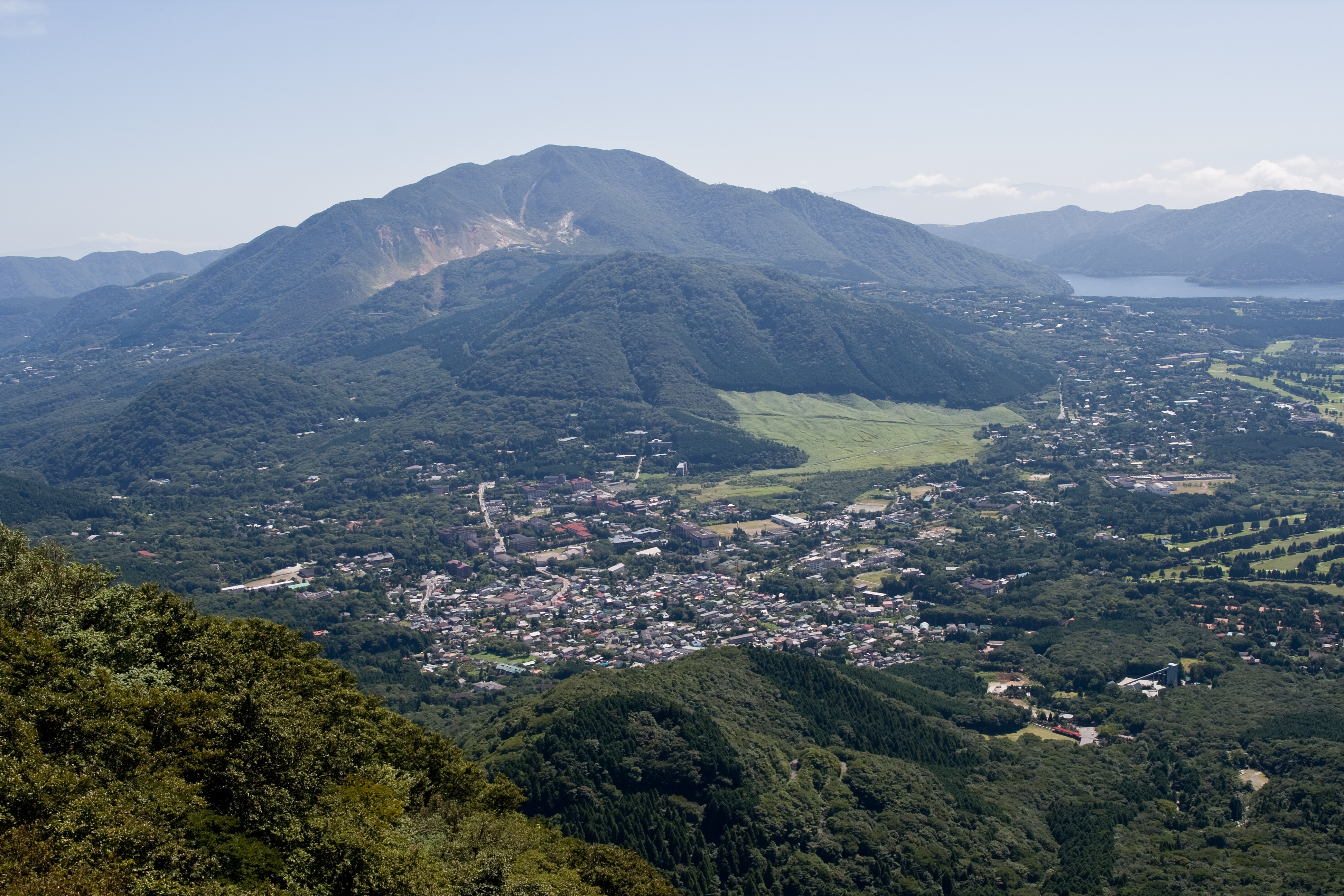
金時山より中央火口丘を望む
奥から神山・大涌谷・台ヶ岳・仙石、右に芦ノ湖。

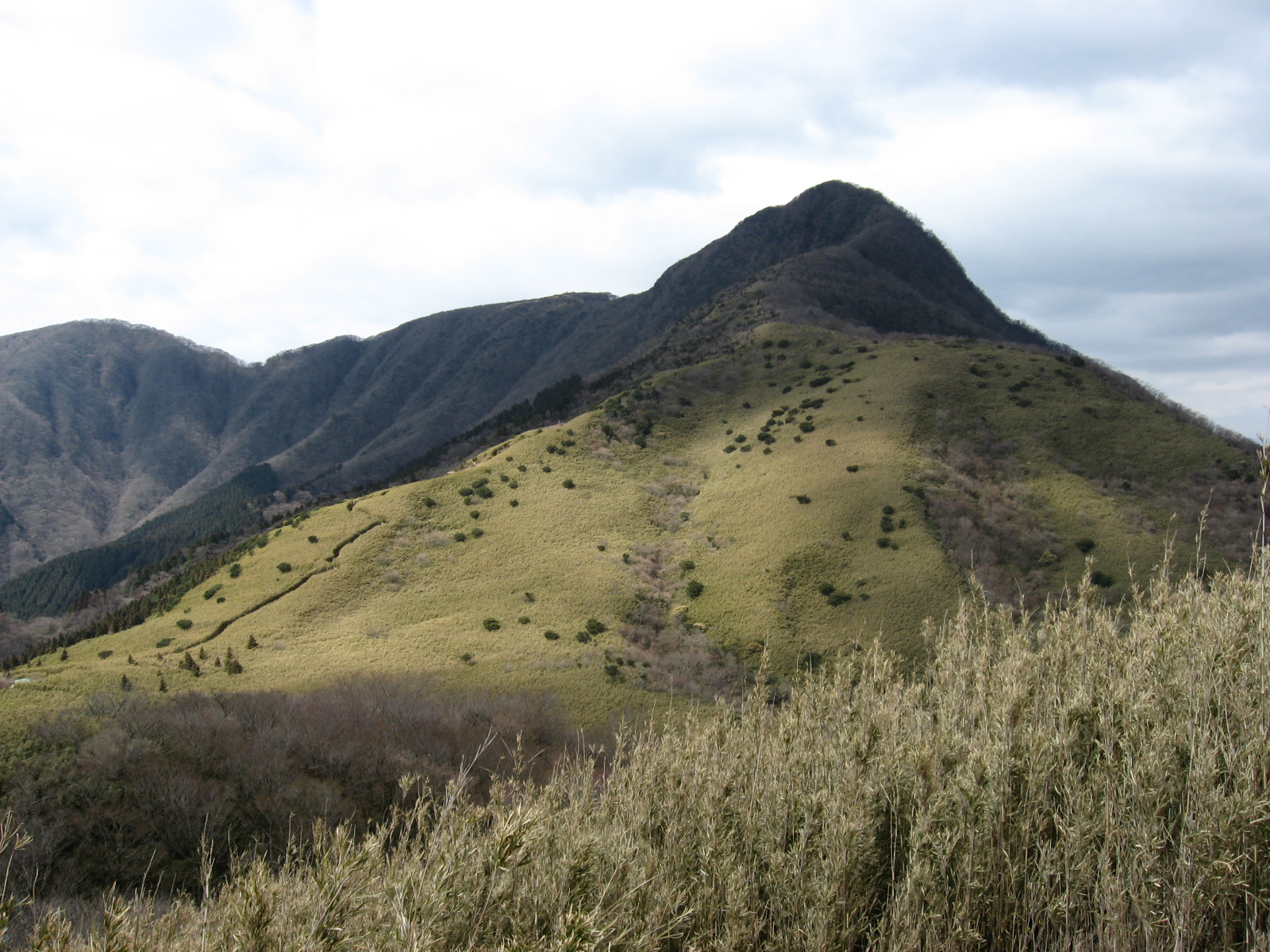
金時山。富士山の眺望を求めて多くの登山客が訪れる。

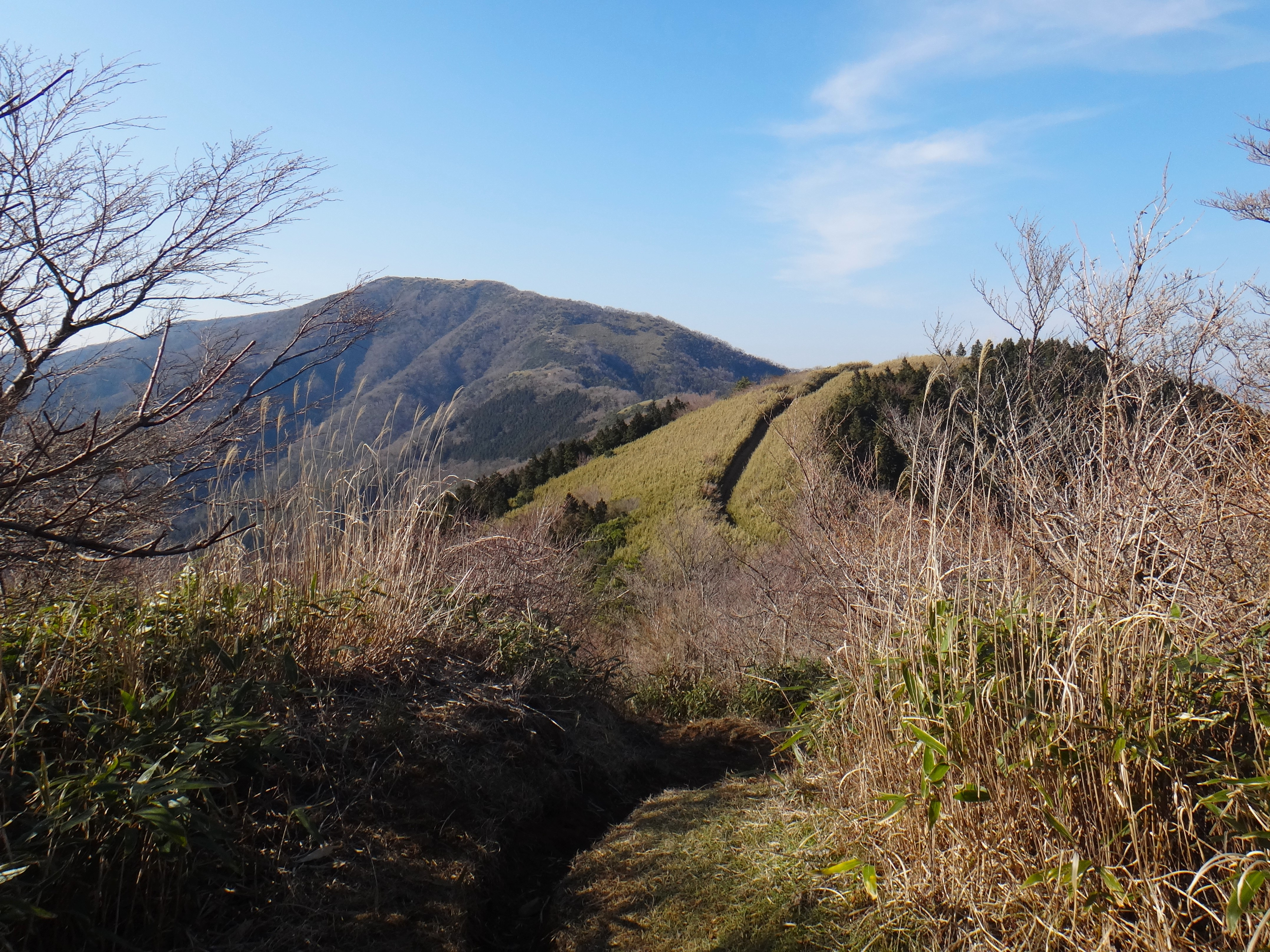
明星ヶ岳からの明神ヶ岳。明星ヶ岳は登山客も少なく静かな山歩きができる。

  - 神山（1438m） - 箱根山最高峰。山全体が樹木に覆われ展望はないが、箱根の手付かずの緑を堪能することができる。[10]
  - 駒ヶ岳（1356m） - 駒ヶ岳は神山の隣にそびえる山。山頂部分は岩が露出し、草に覆われている。展望が良く、山頂までロープウェイが利用できるため登山者は多い。[10]
  - 上二子山（1091m）
  - 下二子山（1065m）
  - 早雲山（1153m）
- 新期外輪山
  - 屏風山（948m）
  - 鷹巣山（834m）
  - 浅間山（802m）
- 古期外輪山
  - 白銀山（993m）
  - 大観山（1011m） - 東麓に航空路監視レーダー
  - 三国山（1102m）
  - 丸岳（1156m）
  - 金時山（1212m[11][* 2]） - 実際は外輪山ではなく、古箱根火山の側火山。金太郎伝説と山頂の茶店、山頂から眺める富士山の展望が特徴。[10]
  - 明神ヶ岳（1169m） - 山頂は広くなだらか。富士山や金時山などの眺めが良い。[10]
  - 明星ヶ岳（924m） - 中腹で毎年8月に大文字焼きが行われることで有名。山頂は稜線上にあるが展望は良くない。[10]
  - 塔ノ峰（566m）

箱根山北部の金時山から足柄峠に至るあたりは足柄山（あしがらやま）とも呼ばれ、金太郎の生地として知られている。足柄山は金時山の別名とされる場合もある。

## 峠
- 箱根峠（→静岡県田方郡函南町）
- 湖尻峠（→静岡県裾野市）
- 長尾峠（→静岡県御殿場市）
- 乙女峠（→静岡県御殿場市）
- 矢倉沢峠（→神奈川県南足柄市）
- 足柄峠（静岡県駿東郡小山町←→神奈川県南足柄市）

## 箱根山を舞台・背景とした作品
※発表年順
映画
- 箱根山（1962年9月15日、東宝） - 箱根山戦争をモチーフにした獅子文六原作を川島雄三が加山雄三、星由里子コンビで映画化。
- 殺人鬼の誘惑（1963年5月19日、東映） - クライマックスで千葉真一演ずる主人公の記者が犯人を追いつめるシーンでロケ。

音楽
- 箱根八里（1901年） - 鳥居忱作詞、瀧廉太郎作曲の唱歌。
- 箱根八里の半次郎（2000年） - 氷川きよし
- ちょっと一息（2008年） - 飯塚まもる